# Welding (Unternehmen)
Die Welding Verwaltungs-Gesellschaft mbH ist die Dachgesellschaft einer Hamburger Unternehmensgruppe. Die Unternehmen der Gruppe sind als Dienstleister, Produktentwickler, Importeur und Exporteur in den Bereichen der pharmazeutischen Wirkstoffe, generischen Fertigarzneimittel, Lebensmittelzusatzstoffe, veterinärmedizinischen Wirkstoffe und Futtermitteladditiven tätig. 
Die angebotenen Dienstleistungen umfassen unter anderem die Entwicklung, Registrierung und Vermarktung generischer Fertigarzneimittel. Weiterhin handelt Welding mit Additiven für die Futtermittelindustrie, Lebensmitteladditiven, pharmazeutischen Wirkstoffen und Fertigarzneimitteln.